# Elektronenoverdracht

Elektronenoverdracht tussen lithium and fluor tijdens de vorming van lithiumfluoride. Lithium heeft een lage ionisatie-energie en wil graag zijn valentie-elektron afstaan. Fluor heeft daarentegen een positieve elektronaffiniteit en wil graag elektronen opnemen. De elektrostatische interacties tussen de twee ionen leiden tot een ionaire binding.

Elektronenoverdracht is het proces waarin een elektron van een molecuul of atoom zich verplaatst naar een andere deeltje. Elektronenoverdracht is het achterliggende mechanisme van redoxreacties, waarbij een elektron van de reductor (de elektronendonor) overspringt naar de oxidator (de elektronenacceptor). Ook vormt elektronenoverdracht de basis van ionaire bindingen, een sterke chemische binding die tot stand komt door middel van verschil in elektrovalentie.
Bij tal van biologische processen zijn reacties met elektronenoverdracht betrokken. Deze processen omvatten celademhaling, fotosynthese, zuurstof-binding en ontgifting, en verlopen soms via gespecialiseerde elektronentransportketens. De overdracht van energie kan worden uitgevoerd door middel van een uitwisseling van twee elektronen (twee gelijktijdige elektronenoverdrachten in tegengestelde richtingen) wanneer de moleculen zich dicht bij elkaar bevinden. Elektronenoverdracht vindt vaak plaats aan de hand van overgangsmetaalcomplexen, maar er bestaan ook reacties waarin enkel organische verbindingen betrokken zijn.